# Bukrejewo (Kursk)
Bukrejewo (russisch Букреево) ist ein Dorf (derewnja) in der Oblast Kursk in Russland. Es gehört zum Rajon Kursk und zur Landgemeinde (selskoje posselenije) Bessedinski selsowjet.

## Geographie
Der Ort liegt gut 18 Kilometer Luftlinie östlich des Oblastverwaltungszentrums Kursk im südwestlichen Teil der Mittelrussischen Platte, 3,5 Kilometer vom Sitz des Dorfsowjet – Bessedino, 108 Kilometer vor Grenze zwischen Russland und der Ukraine, am Fluss Rat (rechter Nebenfluss des Seim).

### Klima
Das Klima im Ort ist wie im Rest des Rajons kalt und gemäßigt. Es gibt während des Jahres eine erhebliche Niederschlagsmenge. Dfb lautet die Klassifikation des Klimas nach Köppen und Geiger.

## Bevölkerungsentwicklung
| Jahr | Einwohner |
| ---- | --------- |
| 2002 | 144       |
| 2010 | ▼121      |

Anmerkung: Volkszählungsdaten

## Verkehr
Bukrejewo liegt 2,5 Kilometer vor Fernstraße föderaler Bedeutung R-298 (Kursk – Woronesch – R22 Kaspi; ein Teil der Europastraße E38), an den Straßen interkommunaler Bedeutung 38N-530 (Otreschkowo – Petrowskoje – Bessedino) und 38N-814 (38N-530 – Karassewka), 8 Kilometer vom nächsten Bahnhof Otreschkowo (Eisenbahnstrecke Kursk – 146 km) entfernt.
Der Ort liegt 118 Kilometer vom internationalen Flughafen von Belgorod entfernt.